# Vladislav Vančura

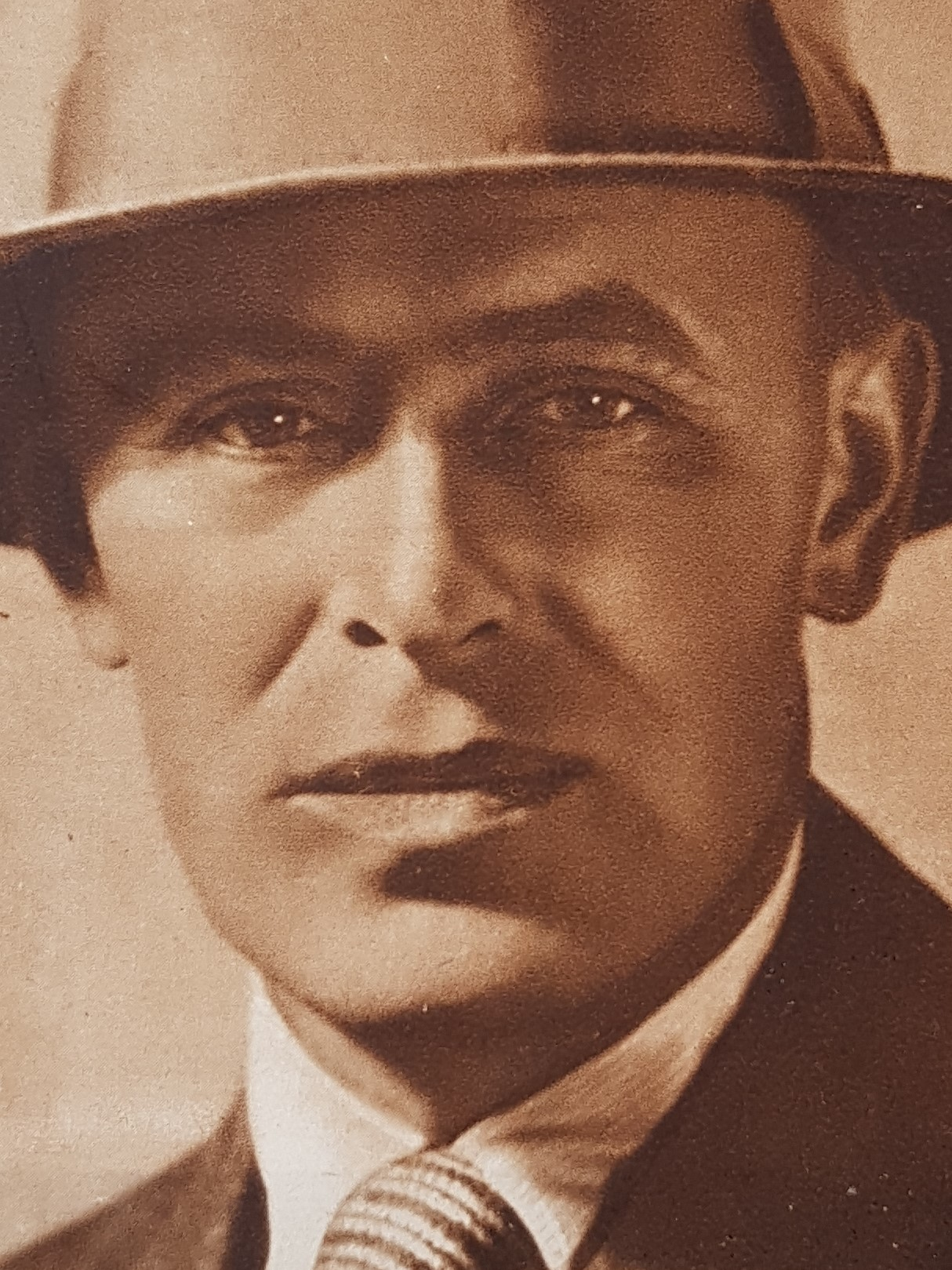
Vladislav Vančura.

Vladislav Vančura, född 23 juni 1891 i Háj ve Slezsku, Schlesien, Österrike-Ungern, död 1 juni 1942 i Prag, protektoratet Böhmen-Mähren, var en tjeckisk författare, manusförfattare och filmregissör.
Han utbildade sig i juridik och medicin vid Karlsuniversitetet. 1923 gav han ut sin första bok med noveller. Hans första roman Pekar Jan Marhoul gavs ut 1924. Vančura slog igenom stort 1931 med den historiska romanen Marketa Lazarová. Boken filmatiserades 1967 (Marketa Lazarová) i vad som betraktas vara en av de bästa tjeckoslovakiska filmerna som producerats. 1934 gav han ut den komiska romanen Konec starých casu om livet under de tidiga åren av den första Tjeckoslovakiska republiken. Även denna filmatiserades som Slut på gamla tider 1989.
Vančura var motståndare till nazismen och efter att Österrike och Tjeckoslovakien annekterades av Nazityskland blev han aktiv motståndsman. Han skrev boken Obrazy z dejin národa ceského som blev populär som en motståndsbok. I maj 1942 arresterades han av Gestapo och mördades samma år tillsammans med många andra som en repressalie efter Reinhard Heydrichs död i ett attentat.